# Evangelische Kirche Friedewalde

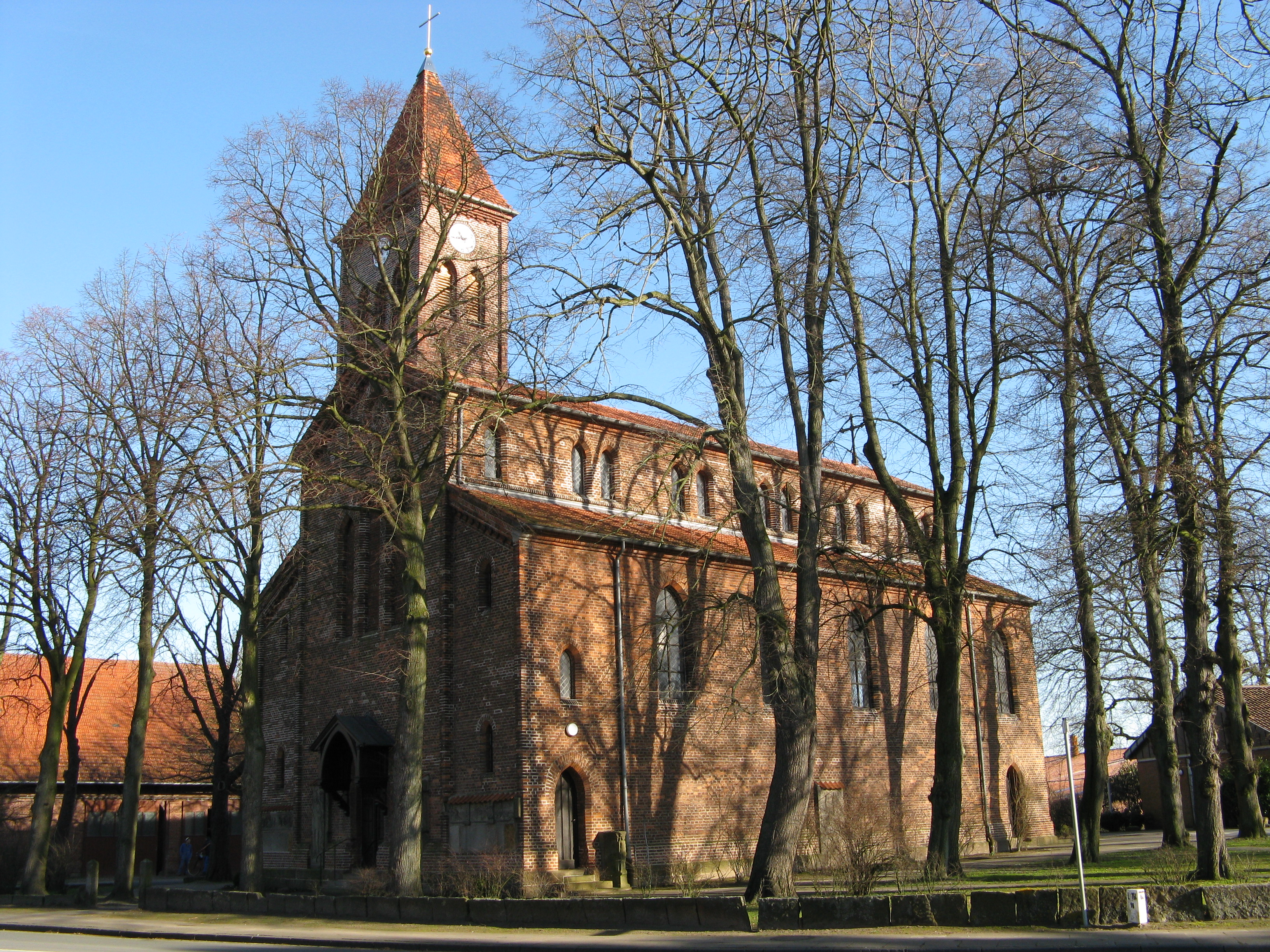
Evangelische Kirche Friedewalde

Die Evangelische Kirche Friedewalde steht in Friedewalde, einem Ortsteil der ostwestfälischen Stadt Petershagen im Kreis Minden-Lübbecke in Nordrhein-Westfalen. Die Kirchengemeinde gehört zum Kirchenkreis Minden der Evangelischen Kirche von Westfalen.

## Beschreibung
Die Basilika aus Backsteinen wurde 1854–56 nach einem Entwurf von Friedrich August Stüler erbaut. Am Mittelschiff befindet sich im Osten ein dreiseitig geschlossener Chor. Der Innenraum des Langhauses ist mit einer Holzbalkendecke überspannt, der des Chors mit einem Kreuzrippengewölbe. Bei der Restaurierung 1918–28 erhielt das Satteldach des Mittelschiffs im Westen einen neuen Dachreiter, der die Turmuhr und den Glockenstuhl mit einer 1666 gegossenen Kirchenglocke beherbergt, und mit einem Pyramidendach bedeckt ist. An der Fassade im Westen hat Hans Sebald Beham Reliefs geschaffen, u. a. vom Sündenfall. Die Seitenschiffe sind mit spitzbogigen Arkaden zum Mittelschiff geöffnet. Darüber befinden sich die Emporen.